# Methoxid draselný
Methoxid draselný (také nazývaný methanolát draselný) je organická sloučenina, alkoxid methanolu a draselného kationtu. Používá se jako silná zásada a jako katalyzátor transesterifikace například při výrobě bionafty.

## Vlastnosti
Methoxid draselný je bílý až nažloutlý krystalický prášek, který prudce reaguje s vodou za vzniku hydroxidu draselného a methanolu.

## Výroba a příprava
Methoxid draselný se dá připravit v laboratoři (silně exotermní) reakcí kovového draslíku s methanolem za vzniku vodíku jako vedlejšího produktu:

Lze jej také získat reakcí hydridu draselného s methanolem:
Neutralizace methanolu hydroxidem draselným probíhá bez tvorby značně hořlavého vodíku, ovšem je třeba neustále odstraňovat vodu:
Úplné odstranění vody je u této reakce důležité kvůli hygroskopickým vlastnostem hydroxidu draselného, který obsahuje asi 10 % vody.
Průmyslově se tato látka vyrábí rozkladem draselného amalgámu methanolem. Nečistoty ve vzniklém methoxidu draselném lze odstranit ultrafiltrací. Pevný methoxid draselný se získá oddestilováním z methanolu. Díky jejich snazší výrobě a skladování se obvykle používají roztoky methoxidu draselného (hmotnostní koncentrace 25 až 32 %).
Tento amalgámový proces je postupně nahrazován ekologicky a ekonomicky výhodnějším membránovým procesem, kdy se používá hydroxid.

## Použití
Karbonylace methanolu oxidem uhelnatým na methylformiát je katalyzována silnými zásadami jako je methoxid draselný.
Hlavním způsobem využití této látky spočívá v zásadité katalýze transesterifikace při výrobě bionafty. Triglyceridy rostlinného a živočišného původu reagují s methanolem za přítomnosti methanolátů, přičemž vznikají odpovídající methylestery mastných kyselin.
Methoxid draselný umožňuje snazší tvorbu mýdel než (levnější) methoxid sodný a při jeho použití je dosahováno vyšší výnosnosti. Jako optimální podmínky pro výrobu bionafty z řepkového oleje se udávají 1,59% obsah methoxidu draselného, reakčí teplota 50 °C a poměr methanol:olej 9:2. Výtěžnost je 95,8 % a obsah mastných kyselin kolem 0,75 % hmotnosti.